# Coupe de Gibraltar de football 2019-2020
Navigation
Saison 2018-2019 Saison 2020-2021
La Coupe de Gibraltar 2019-2020 est la 62e édition de la Rock Cup (appelée Gibtelecom Rock Cup pour des raisons de parrainage).
Suspendue le 14 mars 2020 en raison de la pandémie de Covid-19, la compétition est définitivement arrêtée le 1er mai 2020 et la place européenne reversée au championnat. 

## Format
Prenant place entre les mois de février et de mai 2020, la compétition se décompose en quatre phases allant du premier tour jusqu'à la finale. L'intégralité des matchs sont joués au Victoria Stadium de Gibraltar.
Les participants au tournoi sont les douze équipes évoluant au sein de l'unique division du championnat gibraltarien pour la saison 2019-2020 auxquelles s'ajoute le FC Hound Dogs, qui évolue au sein de la Ligue intermédiaire (en), réservée aux équipes de jeunes.
Le vainqueur de la compétition obtient une place pour le tour préliminaire de la Ligue Europa 2020-2021. Cependant, si le vainqueur vient à se qualifier pour la Ligue des champions ou à la Ligue Europa par le biais le championnat, cette place qualificative est réattribuée au troisième de cette dernière compétition. Le vainqueur de la coupe obtient également une place pour la Supercoupe disputée face au champion de première division, celle-ci étant réattribuée au deuxième du championnat si le champion remporte également la coupe.

## Résultats

### Premier tour
Dix des treize clubs engagés prennent part au premier tour, les trois équipes restantes passent directement en quarts de finale, celles-ci étant le Boca Gibraltar, les Lions Gibraltar et le Saint Joseph's FC.
| Date            | Locaux           | Score  | Visiteurs       |
| --------------- | ---------------- | ------ | --------------- |
| 14 février 2020 | Hound Dogs       | 0 - 10 | Europa Point    |
| 15 février 2020 | Europa FC        | 12 - 0 | Glacis United   |
| 15 février 2020 | Lincoln Red Imps | 15 - 0 | College 75      |
| 16 février 2020 | Manchester 62    | 1 - 2  | Mons Calpe      |
| 16 février 2020 | Lynx FC          | 0 - 1  | Bruno's Magpies |

### Quarts de finale
| Date        | Locaux            | Score | Visiteurs       |
| ----------- | ----------------- | ----- | --------------- |
| 6 mars 2020 | Mons Calpe        | 3 - 1 | Europa Point    |
| 7 mars 2020 | Saint Joseph's FC | 1 - 0 | Bruno's Magpies |
| 7 mars 2020 | Europa FC         | 2 - 0 | Lions Gibraltar |
| 8 mars 2020 | Lincoln Red Imps  | 6 - 0 | Boca Gibraltar  |

### Demi-finales
| Date | Locaux | Score  | Visiteurs |
| ---- | ------ | ------ | --------- |
| 2020 |        | Annulé |           |
| 2020 |        | Annulé |           |

### Finale
| mai 2020 |  | Annulé |  | Victoria Stadium |  |
|          |  |        |  |                  |  |